# Île Bouchard (Hochelaga)
Pour les articles homonymes, voir Bouchard.
Ne doit pas être confondu avec Île Bouchard ou L'Île-Bouchard.
L'île Bouchard ou île Bushy est une île inhabitée du fleuve Saint-Laurent située dans l'archipel d'Hochelaga, au sud de Montréal au Québec (Canada). Bien que plus proche de la municipalité autonome de L'Île-Dorval, elle est administrativement rattachée à la municipalité de Dorval.

## Géographie
De forme lenticulaire, l'île Bouchard fait 60 m de longueur et 22 m de largeur maximales. Située dans le fleuve Saint-Laurent au sud de l'île de Montréal, elle fait partie d'un ensemble de trois îles – avec l'île Dorval à l'ouest et l'île Dixie à l'est – de l'archipel d'Hochelaga séparées au nord de la grande île de la Montréal par le bras du fleuve s'élargissant à cet endroit pour former le lac Saint-Louis.
L'île se trouve à 250 m à l'est de L'Île-Dorval et à environ 500 m au sud de la municipalité de Dorval à laquelle elle est administrativement rattachée.

## Histoire
En 1691, le domaine de La Présentation des Sulpiciens, propriété de Pierre Le Gardeur de Repentigny sur les îles Courcelles (ancien nom désignant ce groupe de trois îles), est acquis par Jean-Baptiste Bouchard d'Orval qui donnera son nom à la fois à la ville de Dorval et à l'île Bouchard. Par altération du nom, et probablement par métonymie liée au caractère brousailleux de l'île, Bouchard devient également « Bushy » dans sa dénomination anglophone.